# Dragomir Jovanović
Dragomir "Dragi" Jovanović, serb.-chor. Драгомир "Драги" Јовановић (ur. 27 lipca 1902 r. w Požarevacu, zm. 17 lipca 1946 r. w Belgradzie) – szef belgradzkiej policji w okresie międzywojennym, a następnie burmistrz Belgradu pod okupacją niemiecką.

## Życiorys
Syn dyrektora gimnazjum Ljubomira Jovanovicia i Wilmy z d. Draškoci. Ukończył gimnazjum w Veliko Gradište, a potem w 1927 studia prawnicze na Uniwersytecie w Belgradzie. Następnie podjął pracę jako oficer policji. Po wykryciu przez niego próby zamachu chorwackich ustaszy na króla Aleksandra I w Belgradzie, stanął na czele służb policyjnych w tym mieście. Miał silne antykomunistyczne poglądy. Po zajęciu Jugosławii przez wojska niemieckie w kwietniu 1941 r., stanął na czele kolaboracyjnej żandarmerii serbskiej. Następnie objął funkcję burmistrza Belgradu. Jego działania były wymierzone przede wszystkim przeciwko komunistom i ich sympatykom (ok. 1,5 tys. komunistów zostało aresztowanych). Po upadku niemieckich rządów pod koniec 1944 r. zbiegł do Karlsbadu, a następnie Karlsruhe. Został jednak wykryty przez agentów tajnych służb komunistycznych OZNA. W maju 1945 Jovanović został przekazany władzom jugosłowiańskim i wysłany do Belgradu. Został aresztowany i po procesie skazany na karę śmierci przez rozstrzelanie. Według innej wersji żył przez kilka lat po procesie w obozie pracy.